# Schwalmerngrat
Der Schwalmerngrat oder Steinberggrat ist eine bis 2521 m ü. M. hohe Bergkette im Frutigland im Schweizer Kanton Bern.
Er trennt die Lattreie im Norden vom südlich gelegenen Glütsch und läuft von der Schwalmere aus in westlicher Richtung über das Glütschhörnli, dann stärker sich nach Süden wendend über das Bretterhörnli und teilt sich schliesslich in zwei kleinere Grate auf, die das Dreieck der Lauchere bilden. An dessen Ostkante schliesst sich der Glütschstock an, die Westflanke fällt ins Tal des Eggbachs ab.